# Beatrix z Kolovrat
Beatrix Bezdružická z Kolovrat, případně z Kolowrat († 1541 Zákupy) byla česká šlechtična z rodu Kolovratů. Byla dvakrát provdaná do rodu Berků z Dubé, počátkem 15. století žila v České Lípě a Zákupech.

## Život
Beatrix pocházela ze starého českého šlechtického rodu pánů z Kolovrat. Na počátku 16. století žil v Buštěhradu pan Jetřich z rodu Bezdružických, pocházejících z rodu Kolovratů. Se svou paní měl čtyři děti, jedna z dcer byla Beatrix.

### První manželství

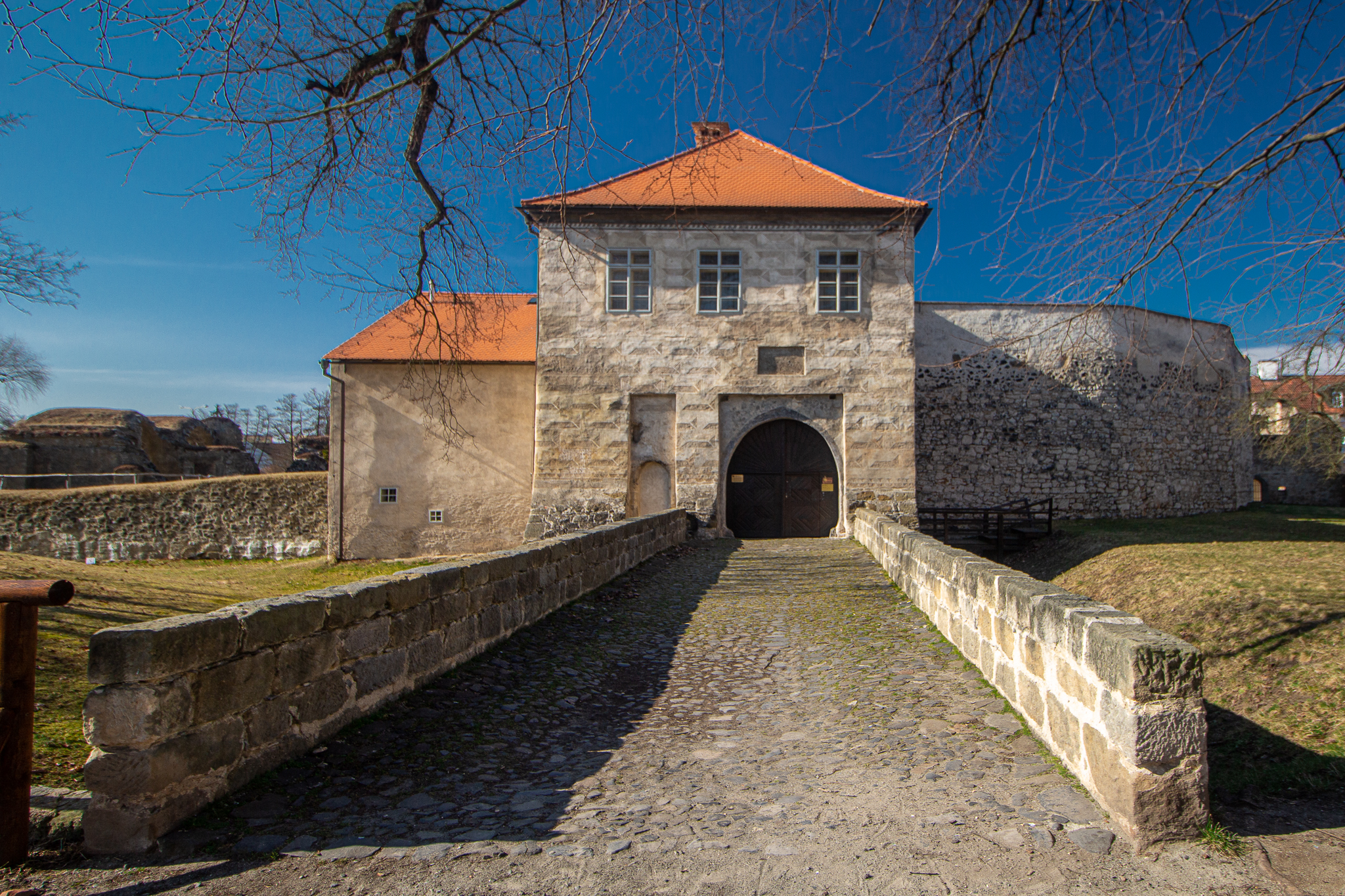
Hrad Lipý ze 13. století

Vdala se po roce 1502 za Petra Berku z Dubé, který v té době vlastnil čtvrtinu zámku a města Lipá (dnes Česká Lípa), Sloup (dnešní Sloup v Čechách) s blízkými sedmi vesnicemi a Radoušov (dnešní Kravaře) také s řadou okolních vesniček. Záhy poté koupil v Lipé od synovce Václava další část města. V roce 1504 koupil hrad a městečko Zákupy, roku 1519 ho zase prodal. Beatrix se svém mužem Petrem Berkou žila na zámku Lipý, který jim zčásti patřil. Tady se jí narodili dva synové Zikmund a Jiljí a několik dcer – Anna Lidmila, Ižalda, Eliška a Lukrécie. Po 20 letech manželství Petr Berka v roce 1522[zdroj?] zemřel. Byla svým dětem poručnicí spolu se Zdislavem Berkou z Dubé, který se stal pánem v Zákupech.

### Soudní spory
Nedlouho po smrti manžela se naplno u Beatrix projevila svárlivá povaha V letech 1524 až 1526 vyvolala celou řadu soudních pří s příbuznými a sousedy. Jsou doloženy výnosy soudů, které vedla i opakovaně proti Vilémovi z Illburka, Prokopovi z Vartenberka, Jiřímu Stroupeckému ze Stroupčic a bratrovi Janu Buštěhradskému z Kolovrat. Její povaha vedla také k řadě sporů, které vůči ní vznesli poddaní v Lípě i Radoušově a za to je i uvěznila. Další pře měla s měšťany v Lípě.

### Druhé manželství
Koncem roku 1530 se vdala podruhé za svého synovce Zdislava, pána na Zákupech a soudní spory ustaly. I pro něj to byl druhý sňatek a protože si bral příbuznou, musel mít souhlas papežův. V roce 1532 Zdislav vykoupil od příbuzných Zákupy celé. Příbuzní byli jeho bratranci, sestřenice a zároveň po svatbě s Beatrix nevlastní děti. Postupně je skoro všechny výhodně oženili a provdali. Používali příjmení Berkové. Beatrix si v Lípě a pak i v Zákupech vydržovala řadu dvorních dam (fraucimor). V roce 1540 Zdislav prodal svůj majetek v Lípě a v Zákupech přestavěl hrad na zámek, kam se poté se svou paní Beatrix přestěhovali. Ještě téhož roku napsala svou závěť a nechala ji roku 1541 zanést do Zemských desk. Brzy poté téhož roku Beatrix v Zákupech zemřela. Protože se Zdislavem děti neměla, ten se po její smrti záhy potřetí oženil s Annou z Vartenberka, vlastních dětí se však do svého skonu roku 1553 nedočkal.